# Wang Zisai
Wang Zisai (chinês tradicional: 王梓賽, chinês simplificado: 王梓赛; Xuzhou, 18 de junho de 2006) é um ginasta de trampolim chinês.

## Carreira
Wang Zisai representou a China internacionalmente pela primeira vez nos Jogos Asiáticos de 2022 em Hangzhou, realizados em 2023. Chegou à final, mas terminou em oitavo e último lugar devido a um erro na execução do seu exercício. No mesmo ano tornou-se vice-campeão individual em Birmingham. Ele ficou em segundo lugar, atrás de seu compatriota Yan Langyu e à frente do japonês Ryusei Nishioka. Além disso, conquistou três primeiros e segundos lugares em Copas do Mundo individuais em 2023 e 2024.
Nos Jogos Olímpicos de Verão de 2024, em Paris, conquistou a medalha de prata na competição de trampolim masculino.